# كونسيساو رودريغوس
كونسيساو رودريغوس هو لاعب كرة قدم برتغالي، ولد في 7 مايو 1919 في البرتغال. لعب مع نادي بنفيكا.